# Garissa (distrikt)

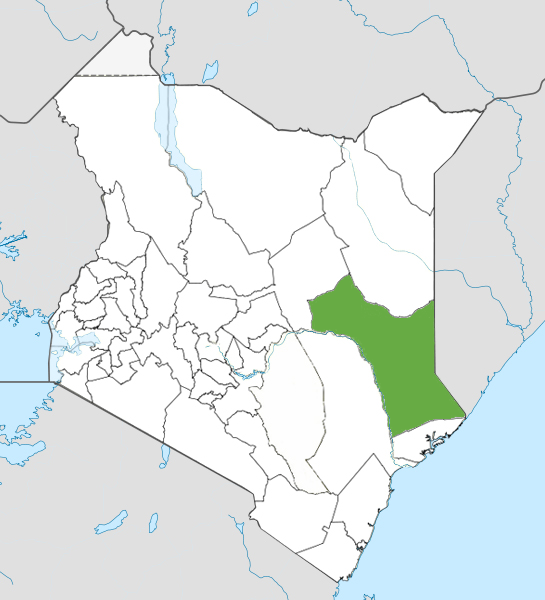
Distriktet Garissa i Kenya.

Garissa är ett av Kenyas 71 administrativa distrikt, och ligger i provinsen Nordöstra provinsen. År 1999 hade distriktet 329 939 invånare. Huvudorten är Garissa.